# 서울특별시의 유형문화유산 (1960년대~1970년대)
서울특별시 유형문화유산은 시도지정문화유산 중에서 서울특별시에 있는 유산을 의미한다.

## 지정 목록

### 1960년대 지정
| 번호 | 사진 | 명칭                | 소재지                  | 관리자 (단체) | 지정일                                                           | 참조 |
| 1호  |      | 장충단비 (奬忠壇碑) | 서울 중구 장충동2가 197 | 중구          | 1969년 9월 18일 지정                                             |      |
| 2호  |      | 봉황각 (鳳凰閣)     | 서울 강북구 우이동 254  | 천도교        | 1969년 9월 18일 지정                                             |      |
| 3호  |      | 양관 (洋館)         | 서울 중구 정동 15-1     | 중구          | 1969년 9월 18일 지정, 1977년 11월 22일 해제, 사적 제253호로 승격 |      |

### 1970년대 지정
| 번호 | 사진 | 명칭                                          | 소재지                             | 관리자 (단체)          | 지정일                                                                                    | 참조 |
| 4호  |      | 낙성대 삼층석탑 (落星垈 三層石塔)             | 서울 관악구 봉천동 산48            | 관악구                 | 1972년 5월 25일 지정, 2009년 6월 4일 명칭 변경                                            | ,    |
| 5호  |      | 정업원 터 (淨業院 터)                         | 서울 종로구 숭인동 산3             | 종로구청               | 1972년 5월 25일 지정, 2008년 10월 30일 명칭 변경                                          | ,    |
| 6호  |      | 용양봉저정 (龍驤鳳翥亭)                       | 서울 동작구 본동 10-30             | 동작구                 | 1972년 5월 25일 지정                                                                      |      |
| 7호  |      | 성제묘 (聖帝廟)                               | 서울 중구 방산동 4-96              | 서울 중구청            | 1972년 5월 25일 지정                                                                      |      |
| 8호  |      | 사육신묘 (死六臣墓)                           | 서울 동작구 노량진1동 185-2        | 동작구                 | 1972년 5월 25일 지정                                                                      |      |
| 9호  |      | 종친부경근당과옥첩당 (宗親府 敬近堂과 玉牒堂) | 서울 종로구 소격동 165-10          | 종로구                 | 1972년 5월 25일 지정                                                                      |      |
| 10호 |      | 한우물 (天井)                                 | 서울 구로구 시흥동 산93-2          | 서울시교육위원회       | 1972년 8월 30일 지정, 1991년 2월 26일 해제, 사적 343호로 승격                             |      |
| 11호 |      | 양녕대군 이제 묘역 (讓寧大君 李禔 墓域)       | 서울 동작구 상도동 산65-42         | 지덕사                 | 1972년 8월 30일 지정, 2008년 10월 30일 명칭 변경                                          | ,    |
| 12호 |      | 효령대군 이보 묘역 (孝寧大君 李補 墓域)       | 서울 서초구 방배동 191             | 청권사                 | 1972년 8월 30일 지정, 2008년 10월 30일 명칭 변경                                          | ,    |
| 13호 |      | 동십자각 (東十字閣)                           | 서울 종로구 세종로 1-58, 1-65      | 종로구                 | 1972년 8월 30일 지정, 2006년 8월 28일 해제, 사적 117호에 포함                             |      |
| 14호 |      | 인조별서유기비 (仁祖別墅遺基碑)               | 서울 은평구 역촌동 8-12            | 은평구                 | 1972년 8월 30일 지정, 2006년 2월 17일 해제, 보물 1462호로 승격                            |      |
| 15호 |      | 선농단 (先農壇)                               | 서울 동대문구 제기2동 274-1        | 동대문구               | 1972년 8월 30일 지정, 2001년 12월 29일 해제, 사적 436호로 승격                            |      |
| 16호 |      | 삼군부청헌당 (三軍府淸憲堂)                   | 서울 노원구 공릉동 육군사관학교    | 육군사관학교           | 1973년 6월 7일 지정                                                                       |      |
| 17호 |      | 옥천암 마애좌상 (玉泉庵 磨崖坐像)             | 서울 서대문구 홍은동 8             | 옥천암                 | 1973년 6월 7일 지정, 2009년 6월 4일 명칭 변경, 2014년 3월 11일 해제, 보물 제1820호로 승격 | ,    |
| 18호 |      | 수표교 (水標橋)                               | 서울 중구 장충동2가 197-1          | 중구                   | 1973년 6월 7일 지정                                                                       |      |
| 19호 |      | 경희궁흥화문 (慶熙宮 興化門)                  | 서울 종로구 신문로2가 경희궁지     | 종로구                 | 1974년 1월 15일 지정                                                                      |      |
| 20호 |      | 경희궁숭정전 (慶熙宮 崇政殿)                  | 서울 중구 필동3가 26               | 동국대학교             | 1974년 1월 15일 지정                                                                      |      |
| 21호 |      | 운현궁 (雲峴宮)                               | 서울 종로구 운니동 98-50           | 종로구, 덕성학원       | 1974년 8월 21일 지정, 1977년 11월 22일 해제, 사적 제257호로 승격                          |      |
| 22호 |      | 안평대군 이용 집터 (安平大君 李瑢 집터)       | 서울 종로구 부암동 319-4           | 정상해 외              | 1974년 1월 15일 지정, 2008년 10월 30일 명칭 변경                                          | ,    |
| 23호 |      | 석파정별당 (石坡亭 別堂)                      | 서울 종로구 홍지동 125             | 김주원                 | 1974년 1월 15일 지정                                                                      |      |
| 24호 |      | 석불좌상 (石佛坐像)                           | 서울 종로구 세종로 1               | 종로구                 | 1974년 1월 15일 지정, 2018년 4월 20일 해지, 보물 제1977호로 승격                          | , ,  |
| 25호 |      | 황학정 (黃鶴亭)                               | 서울 종로구 사직동 산1-1           | 황학정이사회           | 1974년 1월 15일 지정                                                                      |      |
| 26호 |      | 석파정 (石坡亭)                               | 서울 종로구 부암동 산16-1          | 장진국, (주)석파문화원 | 1974년 1월 15일 지정                                                                      |      |
| 27호 |      | 한글고비 (한글古碑)                           | 서울 노원구 하계동 산12-2          | 성주이씨종친회         | 1974년 1월 15일 지정, 2007년 9월 18일 해제, 보물 1524호로 승격                            | ,    |
| 28호 |      | 삼층석탑 (三層石塔)                           | 서울 성북구 성북동 97-1 간송미술관 | 전성우                 | 1974년 5월 12일 지정                                                                      | ,    |
| 29호 |      | 석조팔각승탑 (石造八角僧塔)                   | 서울 성북구 성북동 97-1 간송미술관 | 전성우                 | 1974년 5월 12일 지정, 2009년 6월 4일 명칭 변경                                            | , ,  |
| 30호 |      | 석불입상 (石佛立像)                           | 서울 성북구 성북동 97-1 간송미술관 | 전성우                 | 1974년 5월 12일 지정, 2009년 6월 4일 명칭 변경                                            | , ,  |
| 31호 |      | 석 비로자나불좌상 (石 毘盧舍那佛坐像)         | 서울 성북구 성북동 97-1 간송미술관 | 전성우                 | 1974년 5월 12일 지정, 2009년 6월 4일 명칭 변경                                            | , ,  |
| 32호 |      | 선희궁터 (宣禧宮터)                           | 서울 종로구 신교동 산1-1           | 서울농아학교           | 1975년 5월 12일 지정                                                                      |      |
| 33호 |      | 홍지문및탕춘대성 (弘智門및蕩春大城)           | 서울 종로구 홍지동 산4             | 종로구                 | 1976년 6월 23일 지정                                                                      |      |
| 34호 |      | 도선사 마애불입상 (道詵寺 磨崖佛立像)         | 서울 강북구 우이동 산69            | 도선사                 | 1977년 9월 5일 지정, 2009년 6월 4일 명칭 변경                                             | ,    |
| 35호 |      | 성공회서울성당 (聖公會 서울聖堂)              | 서울 중구 정동 3                   | 대한성공회             | 1978년 12월 18일 지정                                                                     |      |
| 36호 |      | 천도교중앙대교당 (天道敎中央大敎堂)           | 서울 종로구 경운동 88              | 천도교                 | 1978년 12월 18일 지정                                                                     |      |
| 37호 |      | 삼군부총무당 (三軍府總武堂)                   | 서울 성북구 삼선동1가 303          | 성북구                 | 1978년 12월 18일 지정                                                                     |      |
| 38호 |      | 금암기적비 (黔巖紀蹟碑)                       | 서울 은평구 진관내동 428           | 은평구                 | 1978년 12월 18일 지정                                                                     |      |